# Список танцевальных хитов № 1 1976 года (Billboard)
Список танцевальных хитов № 1 1976 года по версии Billboard включает танцевальные синглы, занимавшие 1 место в хит-параде Hot Dance Club Play в 1976 году. Танцевальный хит-парад Billboard появился в 1974 году под названием Dance/disco chart, и основывался на популярности музыкальных композиций в ночных клубах Нью-Йорка, а позже и других городов. В это время национальный танцевальный чарт составлялся компанией-конкурентом Record World. Данные 1975-76 годов были позже взяты Billboard у Record World (когда хит-парад перешёл под ответственность Billboard).
Начиная с 28 августа 1976, Billboard запустил свой собственный хит-парад («National Disco Action Top 30»).
| Дата                                          | Песня                                                          | Исполнитель                          |
| Данные Record World                           | Данные Record World                                            | Данные Record World                  |
| --------------------------------------------- | -------------------------------------------------------------- | ------------------------------------ |
| 3 января                                      | «I Love Music»                                                 | The O'Jays                           |
| 10 января                                     | «I Love Music»                                                 | The O'Jays                           |
| 17 января                                     | «Mighty High»                                                  | Mighty Clouds of Joy                 |
| 24 января                                     | «Mighty High»                                                  | Mighty Clouds of Joy                 |
| 31 января                                     | «Mighty High»                                                  | Mighty Clouds of Joy                 |
| 7 февраля                                     | «Mighty High»                                                  | Mighty Clouds of Joy                 |
| 14 февраля                                    | «Mighty High»                                                  | Mighty Clouds of Joy                 |
| 21 февраля                                    | «Movin'»                                                       | Brass Construction                   |
| 28 февраля                                    | «Movin'»                                                       | Brass Construction                   |
| 6 марта                                       | «Movin'»                                                       | Brass Construction                   |
| 13 марта                                      | «Movin'»                                                       | Brass Construction                   |
| 20 марта                                      | «Turn the Beat Around»                                         | Вики Сью Робинсон                    |
| 27 марта                                      | «Turn the Beat Around»                                         | Вики Сью Робинсон                    |
| 3 апреля                                      | «Turn the Beat Around»                                         | Вики Сью Робинсон                    |
| 10 апреля                                     | «Turn the Beat Around»                                         | Вики Сью Робинсон                    |
| 17 апреля                                     | «Love Hangover»                                                | Дайана Росс                          |
| 24 апреля                                     | «Love Hangover»                                                | Дайана Росс                          |
| 1 мая                                         | «Try Me, I Know We Can Make It»                                | Донна Саммер                         |
| 8 мая                                         | «Try Me, I Know We Can Make It»                                | Донна Саммер                         |
| 15 мая                                        | «Try Me, I Know We Can Make It»                                | Донна Саммер                         |
| 22 мая                                        | «That's Where the Happy People Go»                             | The Trammps                          |
| 29 мая                                        | «That's Where the Happy People Go»                             | The Trammps                          |
| 5 июня                                        | «Disco Party»                                                  | The Trammps                          |
| 12 июня                                       | «Disco Party»                                                  | The Trammps                          |
| 19 июня                                       | «Disco Party»                                                  | The Trammps                          |
| 26 июня                                       | «Disco Party»                                                  | The Trammps                          |
| 3 июля                                        | «Disco Party»                                                  | The Trammps                          |
| 10 июля                                       | «Trouble-Maker»                                                | Роберта Келли                        |
| 17 июля                                       | «Trouble-Maker»                                                | Роберта Келли                        |
| 24 июля                                       | «Heaven Must Be Missing an Angel»/ «Don’t Take Away the Music» | Tavares                              |
| 31 июля                                       | «Heaven Must Be Missing an Angel»/ «Don’t Take Away the Music» | Tavares                              |
| 7 августа                                     | «The Best Disco in Town»                                       | The Ritchie Family                   |
| 14 августа                                    | «You Should Be Dancing»                                        | Bee Gees                             |
| 21 августа                                    | «You Should Be Dancing»                                        | Bee Gees                             |
| Данные Billboard National Disco Action Top 30 |                                                                |                                      |
| 28 августа                                    | «You Should Be Dancing»                                        | Bee Gees                             |
| 4 сентября                                    | «You Should Be Dancing»                                        | Bee Gees                             |
| 11 сентября                                   | «You Should Be Dancing»                                        | Bee Gees                             |
| 18 сентября                                   | «You Should Be Dancing»                                        | Bee Gees                             |
| 25 сентября                                   | «You Should Be Dancing»                                        | Bee Gees                             |
| 2 октября                                     | «Cherchez La Femme»/ «Sour and Sweet»/ «I’ll Play the Fool»    | Dr. Buzzard's Original Savannah Band |
| 9 октября                                     | «My Sweet Summer Suite»/ «Brazilian Love Song»                 | The Love Unlimited Orchestra         |
| 16 октября                                    | «My Sweet Summer Suite»/ «Brazilian Love Song»                 | The Love Unlimited Orchestra         |
| 23 октября                                    | «Midnight Love Affair»/ «Crime Don’t Pay»                      | Кэрол Дуглас                         |
| 30 октября                                    | «Down to Love Town»                                            | The Originals                        |
| 6 ноября                                      | «My Sweet Summer Suite»/ «Brazilian Love Song»                 | The Love Unlimited Orchestra         |
| 13 ноября                                     | Four Seasons of Love                                           | Донна Саммер                         |
| 20 ноября                                     | Four Seasons of Love                                           | Донна Саммер                         |
| 27 ноября                                     | Four Seasons of Love                                           | Донна Саммер                         |
| 4 декабря                                     | Four Seasons of Love                                           | Донна Саммер                         |
| 11 декабря                                    | Four Seasons of Love                                           | Донна Саммер                         |
| 18 декабря                                    | Four Seasons of Love                                           | Донна Саммер                         |
| 25 декабря                                    | «Don't Leave Me This Way»/ «Any Way You Like It»               | Тельма Хьюстон                       |